# Публій Горацій Коклес
Публій Горацій Коклес (лат. Publius Horatius Cocles) — напівлегендарний давньоримський герой, який у 508 до н. е. під час війни з етруським царем Порсеною захищав Пальовий міст (лат. Pons sublicius) на річці Тибр, поки його не зруйнували.

## Походження
Основними джерелами вивчення його діяльності можуть слугувати Діонісій Галікарнаський («Римські Старожитності»), Тіт Лівій («Історія від заснування міста»), Полібій («Загальна історія») і Плутарх («Порівняльні життєписи. Поплікола»). Діонісій Галікарнаський надає скупу інформацію про походження Публія Горація. Він зазначає, що Публій був племінником консула Марка Горація Пульвілла. Коклес вів свій рід від Марка Горація, одного з трьох римських братів Гораціїв, які перемогли під час війни між Римом і Альба-Лонгою у поєдинку альбанську трійцю Куріаціїв, що принесло перемогу Риму. Публій Горацій був прозваний «Коклесом», як зазначають Діонісій і Плутарх, через те, що він мав поганий зір, так як у нього було вибите одне око. Слово «Коклес», можливо, співвідноситься з дав.-гр. κύκλος, дослівно означає «круглоокий», але зазвичай перекладається як «одноокий».

## Участь його у війні з етрусками
Горацій Коклес з'явився в давньоримській історії у війні проти етруського царя Порсена. Римська республіка тоді тільки утворилася, на чолі з двома консулами. Порсена вирішив йти на Рим, щоб відновити скинутого римського царя Тарквінія Гордого на троні й монархічний лад.
У 508 р до н. е. етруски з Порсеною штурмували Янікул, де було римське військо чисельністю 700 вояків на чолі з консулом Публієм Валерієм Попліколою, щоб зупинити етруського царя. Консул вийшов зі своїм загоном, і їм довелося зіткнутися з численнішим військом етрусків. Після поранення консулів Попліколи і Тіта Лукреція Триципітіна, більшість римських солдатів втекли, щоб сховатися в місті. Коли ж вони кинулися до міста по єдиному мосту, етруски спробували прорватися по ньому у місто. Ще трохи — і Янікул, не укріплений з боку річки, було би захоплено, якби переслідувачі увірвалися до нього разом із римлянами, що відступали. Однак знайшлися три воїни, які стримали натиск противника і врятували ціле військо — це Спурій Ларцій і Тіт Герміній, які командували правим флангом, із числа літніх людей, і Публій Горацій, з числа молодих. Про подальші дії з основних джерел можна виділити дві легенди. Найбільш відома версія легенди така: за Тітом Лівієм і Діонісієм Галікарнаським, Коклес і двоє інших воїнів — Спурій Ларцій і Тіт Герміній — захищали міст від нападів великої армії етрусків. З ними він відбив першу хвилю найжорсткішого натиску, а коли від мосту залишалася вже мала частина, Коклес відіслав їх у безпечне місце. Руйнування мосту римлянами зупинило натиск ворога. Як тільки це сталося, Коклес вигукнув: «Батьку Тиберін! Тебе смиренно молю: прихильно прийми цю зброю і цього воїна!» — і як був, в обладунках, кинувся в Тибр, переплив річку і неушкодженим повернувся до своїх, тоді як двоє його товаришів загинули. За це в храмі бога Вулкана йому була встановлена статуя, а землі він отримав у володіння стільки, скільки зміг зорати по колу за добу. Існує й інша версія легенди. Відповідно до Полібія і Флора, Горацій Коклес самотужки захищав міст від етрусків. Коли римляни зруйнували міст, він, у повному озброєнні, кинувся у річку і з радістю прийняв смерть, адже, за словами Полібія, благо батьківщини та слава були для нього дорожчими за власне життя.

## Схожість між легендою про Горація Коклеса і легендою про Гораціїв і Куріаціїв
Є очевидна схожість між легендою про Горація Коклеса і легендою про Гораціїв і Куріаціїв. В обох випадках три римлянина виступають рятівниками Риму в критичний момент, і тільки один з них у результаті успішно рятується. В одному випадку місце дії — сухопутний кордон, в іншому — річка, яка позначає кордон римської території. Британський дослідник Паїс вважав походження легенди в культі Вулкана і ідентифікує Коклеса («одноокий») з одним із циклопів, які в міфології були пов'язані з Гефестом і пізніше з Вулканом. Він прийшов до висновку, що статуя Коклеса була в дійсності статуєю Вулкана — одного з найдавніших римських богів і, фактично, божества-захисника держави, тому його і могли плутати з героєм, який врятував батьківщину, утримавши міст від натиску загарбників. Паїс також припускав, що легенда стала результатом деякої релігійної церемонії: можливо, практика кидання набитих фігур, які називаються аргеї, в Тибр із Палевого моста в іди травня. Рід Гораціїв, який був пов'язаний з культом Юпітера Вулкана, відігравав значну роль в давньоримській історії, що, можливо, пояснює приписування імені «Горацій» до Вулкану-Коклеса.

## Наслідки
Дії Горація на мості зупинили етруську атаку і змусили Порсена брати участь в тривалій облозі Риму, замість захопити його зненацька. Згодом було укладено мирний договір з неушкодженим містом. Горацій займає важливе місце у поемі Джессі Поупа 1915 року «The Longest Odds» про подвиги горянина, який самотужки зачищає цілу німецьку траншею перед тим, як бути вбитим. Його дії також порівнюють як зі спартанцями, так і з римськими захисниками.
Історія Горація відображена в поемі про Свена Дуфву «Оповідання прапорщика Стола», де розповідається про простодушного, але чесного й слухняного солдата під час Фінської війни, який героїчно стримує атаку російських військ на мосту, але врешті гине.

## Скептичні точки зору

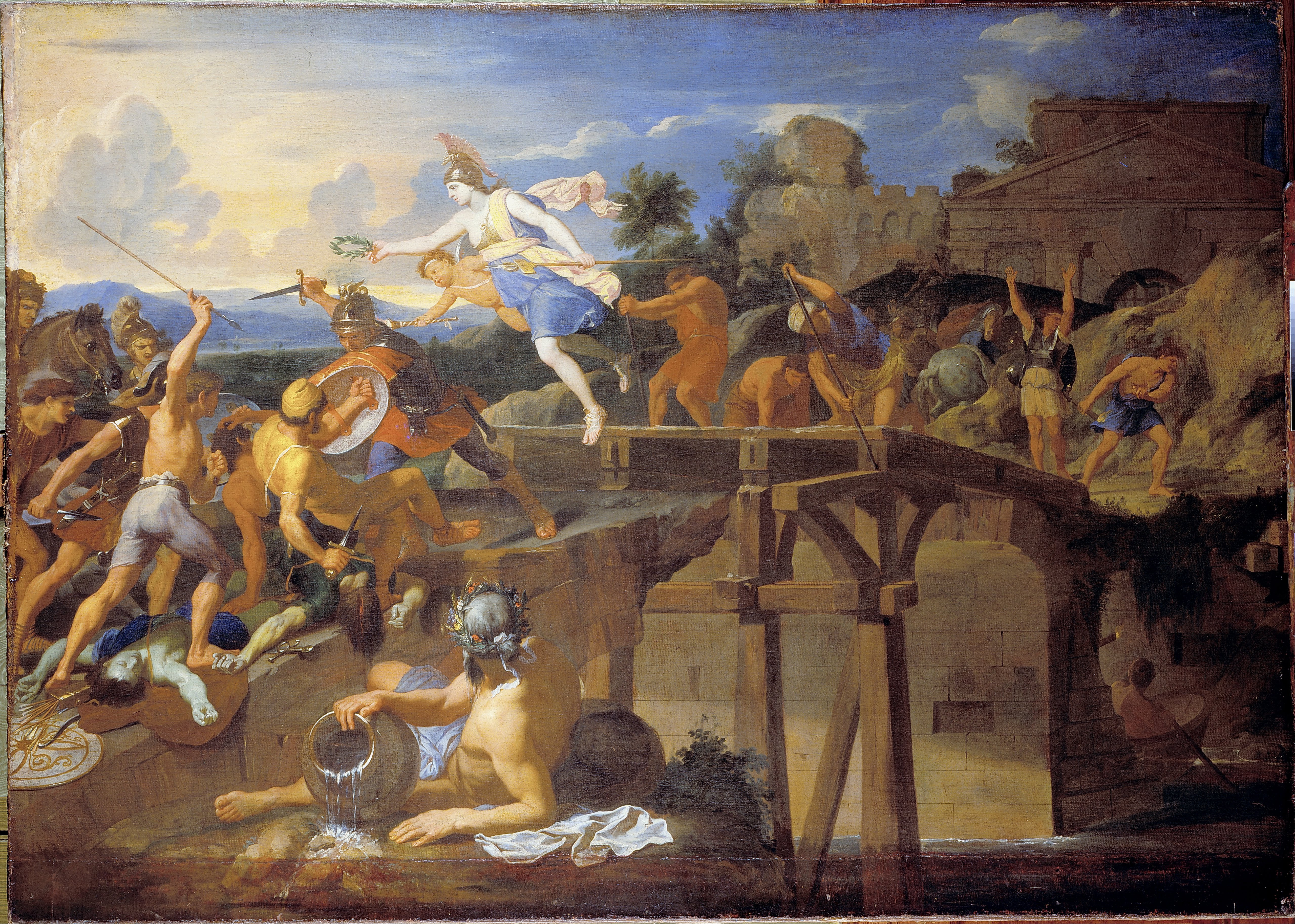
Щарль Лебрен. Горацій Коклес захищає міст

Хоча історія відображується в багатьох достовірних стародавніх джерелах, таких як твори Плутарха, Діонісія Галікарнаського і Тіта Лівія, з варіаціями, багато істориків скептично ставилися до цієї розповіді. Тацит мимохідь згадує, що «коли місто було здано, не було порушено місце Юпітера» (Капітолій). Це може означати, що, можливо, Рим здався під час або після бою. Тіт Лівій розглядав цю історію як легендарну. Тобто він повторював повідомлення, які він раніше мав змогу дізнатися і не міг поручитися за їхню правдивість. У Флора є також така інформація:"Тоді-то з'явилися три славетні римські імена, три дива, три чуда — Горацій, Муцій, Клелія —постаті, що, якби не згадка про них в анналах, здавалися б вигаданими". Також, пояснюючи появу численних розповідей про нього, Т. Корнелл припускає, що вони ґрунтувалися на творах недобросовісних письменників, які «не боялися вигадувати серію перемог, покликані врятувати репутацію Риму після поразок»

## Горацій у культурі
Історія Горація на мосту почала відображатися в мистецтві в часи Відродження, але не стала популярною. Це, як правило, робили художники, які надавали перевагу реконструйованій класичній історії. Відображення з'явилися в таких видах мистецтв як майоліка і плакетки.
Французькому генералу Томасу-Олександру Дюма після битви при Клаузеном було присвоєно Наполеоном титул «Горацій Коклес Тіролю», бо він захистив міст через тірольську річку Ейзак упродовж декількох важливих хвилин.
«Записки Древнього Риму» — поема лорда Томаса Бабінгтона Маколея, яка отримала найбільшу популярність наприкінці XIX — на початку XX століття. Посилання з книги з'явилося й у фільмі «Світ забуття» 2013 року з цитатою: «І як людина може померти краще, ніж зіткнутися з жахливими шансами, для попелу його батьків і храмів його богів». Горація цитує багато разів Джек Гарпер у цьому фільмі.
Тарас Шевченко в поезії «І мертвим, і живим…» згадує Горація, перетворивши його ім'я на загальну назву: «А історія!.. поема / Вольного народа! / Що ті римляне убогі! / Чортзна-що — не Брути! / У нас Брути! і Коклеси! / Славні, незабуті!».